# Moville, Iowa
Moville là một thành phố thuộc quận Woodbury, tiểu bang Iowa, Hoa Kỳ. Năm 2010, dân số của thành phố này là 1618 người.

## Dân số
Dân số qua các năm:
- Năm 2000: 1583 người.
- Năm 2010: 1618 người.